# Corylopsis glabrescens
Corylopsis glabrescens är en trollhasselart som beskrevs av Adrien René Franchet och Sav.. Corylopsis glabrescens ingår i släktet Corylopsis och familjen trollhasselfamiljen. Inga underarter finns listade i Catalogue of Life.

## Bildgalleri

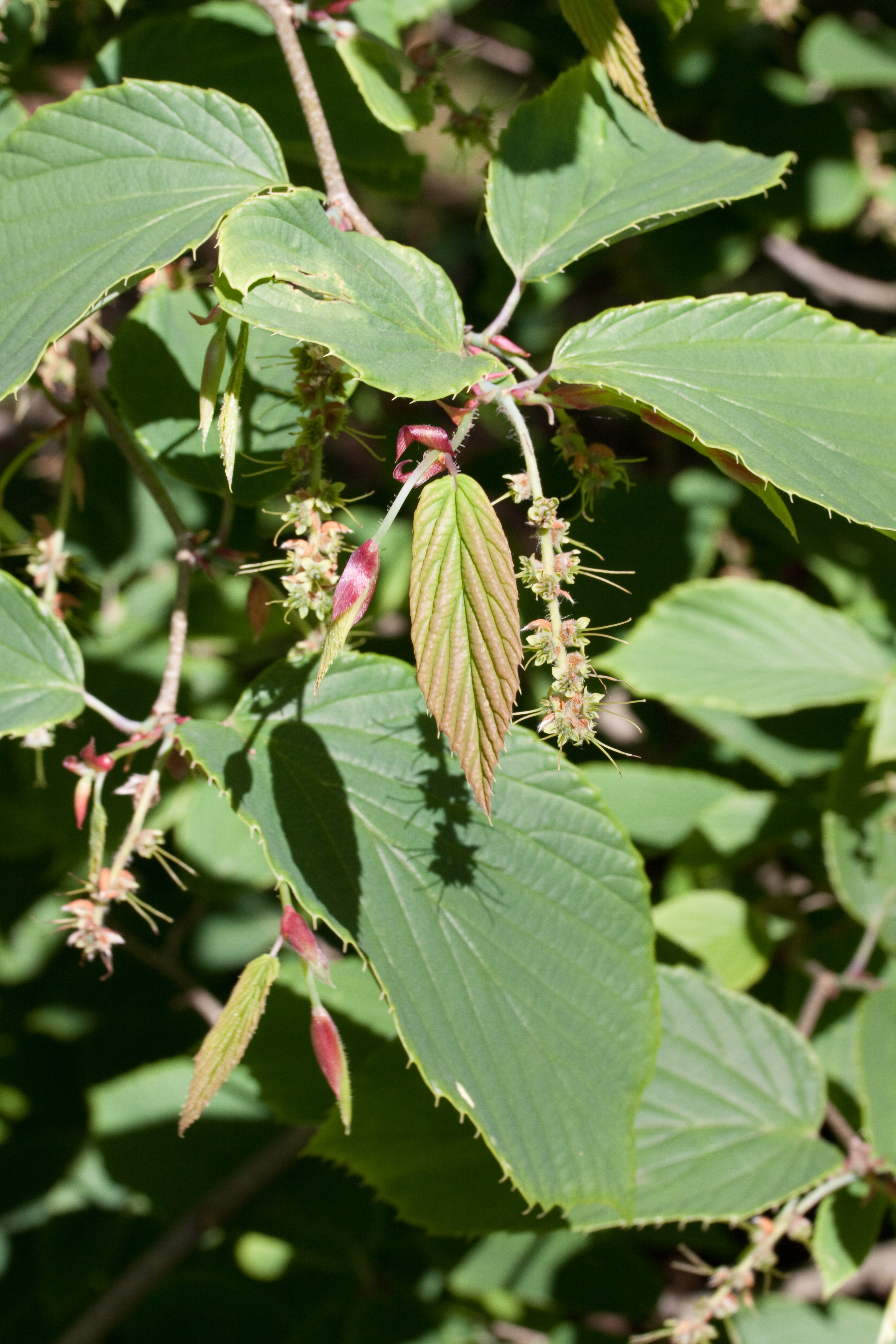
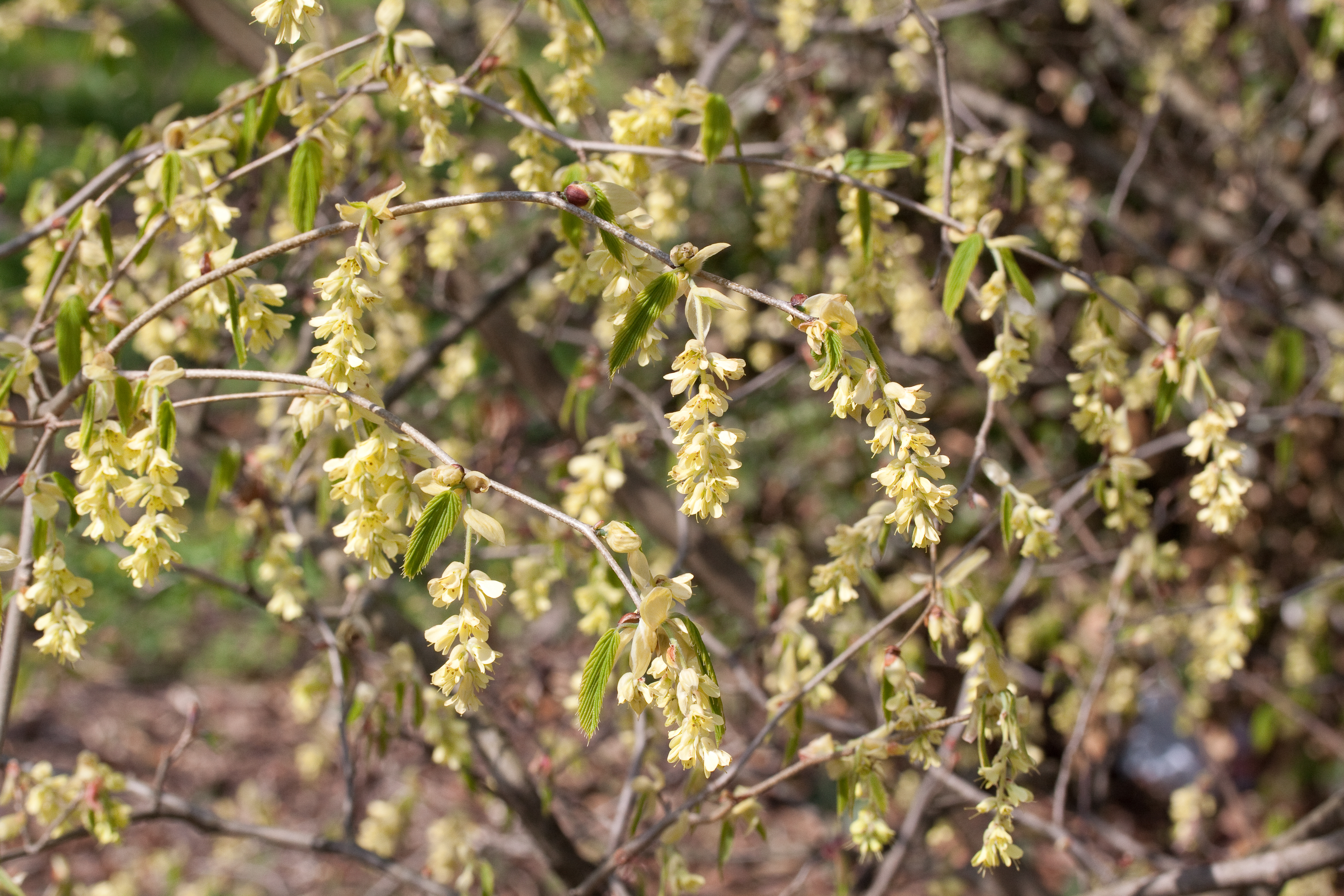
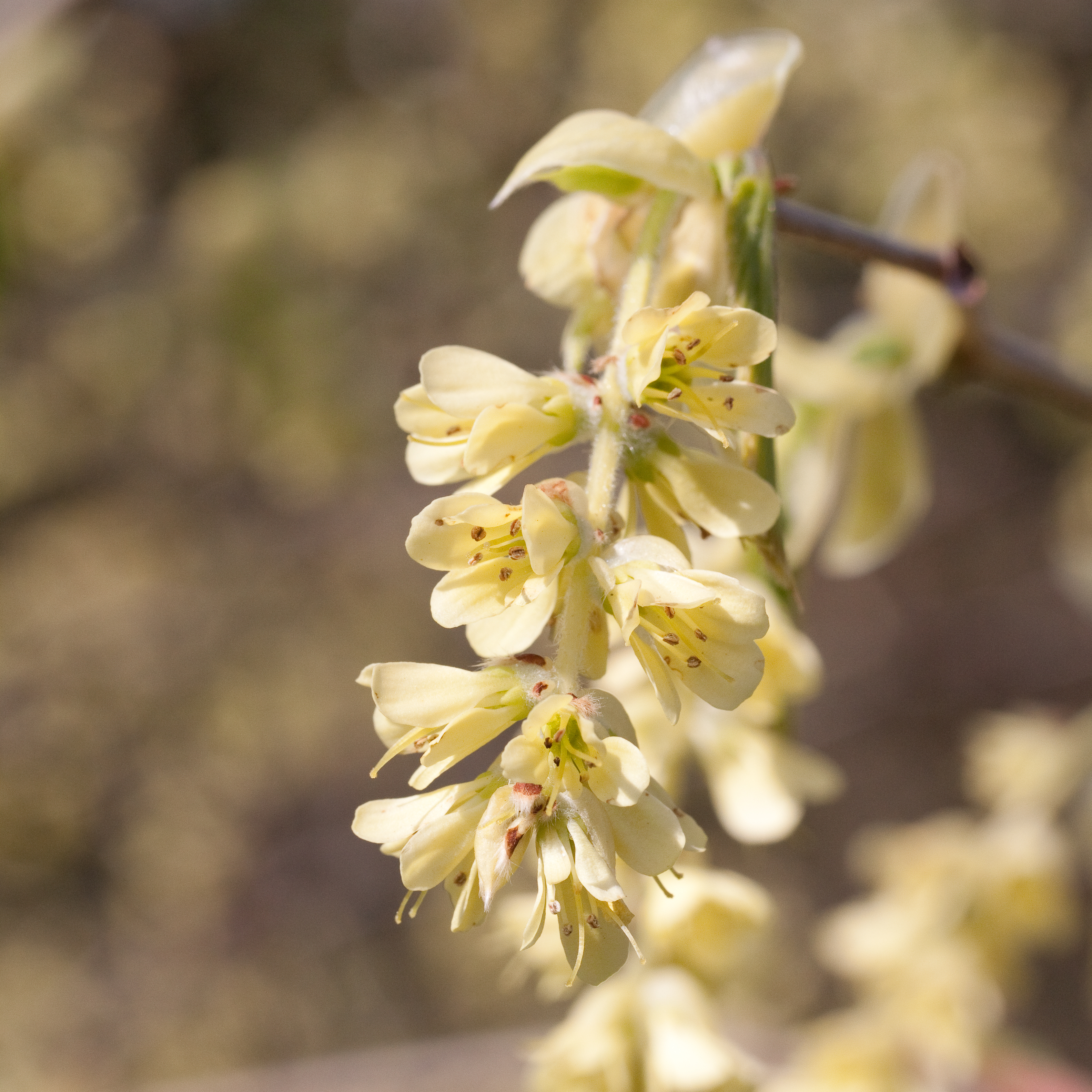